# ロックンボウル
ロックンボウル (Rock N' Bowl)は、米国ルイジアナ州ニューオーリンズのライヴハウスである。
ボウリング場とコンサート会場をひとつの場所に同居させた、珍しい形式を取っている。出演は、地元ニューオーリンズのミュージシャンが中心だが、ザディコのアーティストが数多く出演することでも知られている。過去にロックンボウルに出演したアーティストには、ボー・ジョック、ブーズー・チェイヴィス、ジノ・デラフォース、クリス・アルドワン、スヌークス・イーグリン、ワイルド・マグノリアス、アンダース・オズボーンなどがいる。

## 歴史
ロックンボウルは、元々は1941年に開店したミッドシティ・レーンズという老舗のボウリング場であった。現在のオーナー、ジョン・ブランチャーが1988年にボウリング場を買い取り、その1年後、ボウリング場は生かしたまま、ここをライヴ会場に作り変えた。ロックンボウルでの最初のライヴは、1989年11月2日、ジョニーJ＆ザ・ヒットメンによって行われた。これ以降、ミッドシティ・レーンズはロックンボウルと呼ばれるようになったものの、ミッドシティ・レーンズという名称も並行して使われた。
1990年代半ばには、元々の2階に加えて1階にも店を拡張し、"Bowl Me Under"と名付けたライヴ用のステージをもうひとつ設けた。
2005年のハリケーン・カトリーナの際に、店の1階部分は大きな被害を受けて使用不能となったが、メイン・ステージとボウリング場のある2階は難を逃れた。ロックンボウルは、同年12月には2階のみで営業を再開した。ミッドシティ地域で最も早く再開した商業施設のひとつであった。
2009年、ロックンボウルは営業開始以来使用していた店舗から12ブロック離れた場所に移転した。同年4月15日より新店舗で営業を開始している。